# Casas (Santa Fé)
Casas (Santa Fé) é uma comuna da província de Santa Fé, na Argentina.